# 白洲退藏

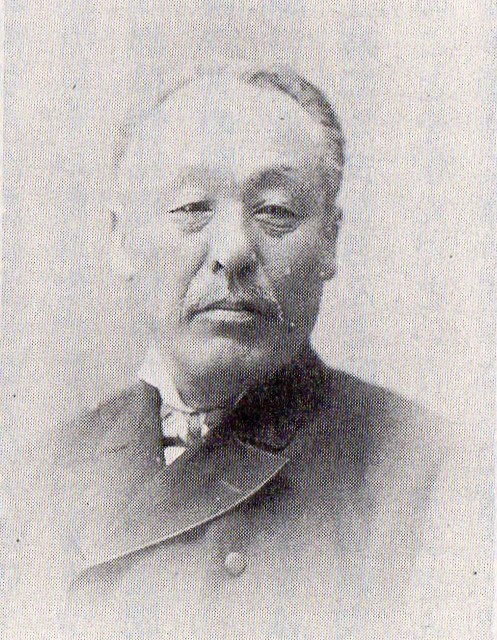
白洲退藏

白洲退藏（1829年8月14日—1891年9月10日）是一位日本企业家。幼名纯太郎。

## 生平
1829年出生于三田藩内（现兵库县三田市）药师寺町，父亲是三田藩儒官。。后进入藩校造士馆学习。1863年担任藩主九鬼隆义大参事。1868年明治维新后担任三田县大参事。1871年联合三田藩其他士族成立志摩三商会并担任社长。。1875年创建神户女学院（现神户女学院大学），1880年担任兵库县初代县会议员。1882年8月担任横滨正金银行副行长，次年升迁为行长。。
1891年9月10日去世，享年62岁。

## 家庭
儿子白洲文平是企业家，孙子白洲次郎是企业家、贸易厅长官，孙媳白洲正子是作家，曾孙女牧山桂子是作家。